# Влахоље
Влахоље је насељено мјесто у општини Калиновик, Република Српска, БиХ. Према попису становништва из 1991. у насељу је живјело 124 становника. По попису становништва из 2013. у насељу је живјело 78 становника.

## Становништво
Према попису становништва из 1991. године, мјесто је имало 124 становника.
| Националност | 1991. |
| Срби         | 122   |
| Југословени  | 2     |
| Укупно       |       |

| Демографија | Демографија | Демографија |
| Година      | Становника  | Становника  |
| ----------- | ----------- | ----------- |
| 1961.       | 454         |             |
| 1971.       | 337         |             |
| 1981.       | 209         |             |
| 1991.       | 123         |             |